# Alard Mauritius Eggerdes
Alard Mauritius Eggerdes (* 1656 in Gerden; † nach 1715) war ein deutscher Arzt, Professor der Medizin und Mitglied der Gelehrtenakademie „Leopoldina“.
Alard Mauritius Eggerdes war Pfalzgraf und Professor der Medizin an der Universität Trier. In Trier sind Wirkungsdaten für das Jahr 1715 belegt. Er war zudem Provinzialarzt in Schlesien und Arzt in Breslau. Ein Todesdatum ist nicht bekannt.
Eggerdes beschäftigte sich unter anderem mit der Pest.
Am 20. Januar 1686 wurde Alard Mauritius Eggerdes mit dem Beinamen EUKLIDES I. als Mitglied (Matrikel-Nr. 147) in die Leopoldina aufgenommen.

## Werke
- mit Johann Helfrich Jüngken: Neue warhaffte Idea und Abbildung der Pest, 1715.
- Der grausamen Pestseuche gründliche und wahrhafftige Abbildung, Breslau und Liegnitz, 1720 Digitalisat
- Wahrnehmung: Ein Nagel, der durch die Luftröhre in die Lunge gefallen und nach neun Monaten wieder glücklich ausgeworfen worden, in: Der Römisch=Kaiserlichen Academie der Naturforscher auserlesen Medicinisch=Chirurgisch=Anatomisch=Chymisch=Botanische Abhandlungen, zwanzigster Teil, Wolfgang Schwarzkopf Nürnberg 1771, S. 111.